# Saíra-de-chapéu-preto
Tangará-de-capuz-preto ou saíra-de-chapéu-preto (Nemosia pileata) é uma espécie de ave da família Thraupidae.
Pode ser encontrada nos seguintes países: Argentina, Bolívia, Brasil, Colômbia, Guiana Francesa, Guiana, Paraguai, Peru e Venezuela.
Seus habitats naturais são: florestas subtropicais ou tropicais húmidas de baixa altitude, florestas de mangal tropicais ou subtropicais e florestas secundárias altamente degradadas.